# 투어 오브 재팬
투어 오브 재팬(Tour of Japan, 약칭 TOJ)은 매년 5월에 일본에서 벌어지는 자전거 로드레이스 대회이다. 자전거 월간 추진 협의회에서 주최한다. 자전거 월간(5월)에 있어서의 최대의 이벤트로서 개최된다.

## 개요
일본을 대표하는 스테이지제 로드 레이스 대회의 하나이다. UCI 아시아 투어에 통합되어 2014년 현재 아시아 투어에서의 레이스 등급은 2.1(스테이지 레이스 클래스 1 카테고리). 2012년 개최의 제15회 대회까지 및 2021년(제23회)은 원랭크 낮은 2.2(스테이지 레이스 클래스 2 카테고리)로서 개최되고 있었다.
1982년부터 1995년까지 개최되고 있던 국제 사이클 로드 레이스를 계승하는 대회로서 1996년부터 매년 개최되고 있지만, 「제8회」 로 예정되어 있던 2003년은 SARS의 영향으로 대회 직전에 개최 중지가 되어, 2004년의 대회를 재차 '제8회'로서 개최 했다. 또 '제15회'로 예정되어 있던 2011년은 동일본 대지진의 영향, 2020년도 신형 코로나 대유행으로 개최 중지되었다. 2021년은 전년에 이어 코로나 유행의 영향으로 전 3스테이지로 단축해 이뤄졌다.
'제20회'로 개최된 2017년부터 중지된 2020년까지는 관협찬으로 NTN가 붙은 'NTN presents 투어 오브 재팬'으로 개최되었다.
2022년에는 신슈 이이다 스테이지(구명 : 미나미 신슈 스테이지)가 추가되어 후지산, 사가미하라, 도쿄의 총 4스테이지에서 5월 19일부터 5월 22일까지 개최되었다. 또, 이 대회는 미쓰비시지소가 관협찬에 붙어, 「미쓰비시지지 presents 투어 오브 재팬 2022」로서 개최된.

## 출전 팀
투어 오브 재팬에는 5명(최소 4명)의 선수로 구성된 '국내 팀'(일본 국내 등록)과 '해외 팀'(일본 국외 등록)을 합친 16팀, 최대 96명가 출전한다. 제21회 대회에 있어서의 참가 범위는 「국내 팀」이 8(컨티넨탈 팀 7, 일본 내셔널 팀 1), 「해외 팀」이 8.
'국내팀'은 UCI등록의 국내(또는 일본에 매우 연관이 있는) 콘티넨탈팀이 국내 팀의 출전범위를 다투는 것 외에 일본 내셔널팀에도 출전권이 있다. 2012년 제15회 대회까지는 콘티넨탈 팀 이외에도 개최 전년의 실업단 톱 카테고리(J프로 투어)의 팀 랭킹 상위의 팀에 출전권 하지만, 2013년 제16회 대회에서 UCI 아시아 투어에서의 레이스 카테고리가 「2.2」에서 「2.1」로 승격한 것에 따라, UCI등록의 국내 콘티넨탈 팀 이외에는 출전권이 주어지지 않게 되었다 했다. 콘티넨탈 비등록 팀의 선수에게도 일본 내셔널 팀에서 출전할 수 있는 기회는 남아 있지만, 2013년 제16회 대회에서는 EQA U23 멤버와 대학생 선수만으로 구성되었다(감독은 EQA U23 아사다현이었다).
덧붙여 「국내 팀」에서도 UCI 컨티넨탈 등록 국적에 따라서는 「해외 팀」의 취급이 될 수 있다(제9회~제12회까지의 시마노 레이싱와 제12회의 팀 NIPPO가 거기에 해당)
레이스 카테고리가 ‘2.2’였던 시대, 제11회·제12회 대회에서는 팀으로 출전하지 못한 선수 중에서 실업단 톱 카테고리 개인 랭킹 상위 선수 등을 선발한 ‘팀 JBCF’가 제14회 대회에서는 일본 학생 자전거 경기 연맹 선발 팀 '대학 선발 재팬'이 '국내 팀' 마지막 틀로 출전했다.
'해외팀'은 카자흐스탄·홍콩·대만·한국 등의 아시아계 팀과 호주를 중심으로 초대가 있다. , 나라의 내셔널 팀이 출전하는 경우도 있지만, 일본인이 소속되어 있거나 과거에 소속했던 팀이 초대되는 경우가 많다. 「2.1」에의 승격에 수반해 UCI 월드 투어등록의 팀을 초대하는 것도 가능하게 되어, 제16회~제19회 대회에서는 램프레·메리다가, 제20회·제 21회 대회에서는 바레인 메리다가 초대되었다.

## 각 상에 대해
투어 오브 재팬에는 개인과 팀에 각각 상이 설정되어 있다. 개인상은 4개가 있어, 각 스테이지 종료 후의 표창 세레모니로 각각의 1위 선수에게 리더 저지가 수여되어 다음 스테이지에서 착용할 의무를 진다. 덧붙여 한 명의 선수가 복수의 개인상 부문에서 1위가 되었을 경우, 표창 세레모니에서는 중복해 저지가 수여되지만, 레이스에서는 개인 종합 시간상→포인트상→산악상→영 라이더상의 차례 우선 착용하고 나머지는 원칙적으로 해당 개인상 부문의 차위 선수 . 저지의 색의 유래는 불명하지만, 이전(코퍼레이트 칼라가 파랑의)SUBARU가 저지 스폰서에 대해서 있었던 것은 덧붙여 두고 싶다.
산악상
 레드 저지. 후지산 스테이지 개인 순위 및 주회 코스에서 특정 주회의 정상 지점을 상위로 통과하면 주어진 "산악 포인트"가 가장 많은 선수에게 주어진다. 스폰서는 일본 토터. 저지의 색의 유래는 불명.
영 라이더 상
 화이트 저지, 제16회 대회보다 채용되었다. 개최년에 25세 이하의 생일을 맞이하는 선수 중 개인 종합 시간이 가장 적은 선수에게 주어진다. 스폰서는 SUBARU.
팀 종합 시간 상
스테이지마다 각 팀 상위 3선수의 타임을 가산하고, 그 합계 타임으로 경쟁한다. 팀내 완주선수가 3명 미만이 된 팀은 랭킹에서 제외된다. 덧붙여 팀상의 표창이 행해지는 것은 최종일의 도쿄 스테이지의 표창대뿐이며, 이 때는 해당 팀의 완주자 전원이 등단한다.
- 과거에 마련된 개인상

스프린트 상
 옐로우 저지. 특정 주회의 마무리 라인을 상위로 통과하면 주어진 포인트의 합계가 가장 많은 선수에게 주어졌다. 제1회부터 제8회까지 마련되었다.

## 각 단계의 개요

### 현재 사용중인 스테이지
투어 오브 재팬은 8일간의 일정으로 진행된다. 제10회 대회까지는 전 6스테이지(도중 이동일이 2일간)이었지만, 제11회 대회부터 제14회 대회는 미노 스테이지가 늘어나 전 7스테이지(도중 이동일이 1일)에, 제 15회부터 나라 스테이지가 없어져 다시 총 6스테이지로 돌아왔다. 제18회부터 이나베 스테이지가 늘어나 전 7스테이지에, 제19회부터 교토 스테이지가 늘어 전 8스테이지가 되었다. 사용되는 스테이지는 후지산 스테이지를 제외하고 모두 주회 코스+α에서 행해지고 있다. 각 스테이지의 주회 설정은, 특별히 기재가 없는 한 2013년의 제16회 대회에서의 것이다. 제12회 대회까지는 정규 경기 구간 전의 비경기 구간을 포함해 '주행 거리'로 하고 있었지만, 제13회 대회 이후는 이것을 포함하지 않게 되어 있다.

#### 사카이 스테이지
제1회 대회부터 오프닝 스테이지로서 실시되고 있다. 제11회 대회까지의 명칭은 「오사카 스테이지」. 제8회 대회를 제외하고, 제12회 대회까지는 센호쿠 뉴타운의 4개의 (거의) 직선의 도로를 직사각형 형상으로 주회하는 코스를 사용하고 있었지만, 제13회 대회 이후는 회장을 대선공원 주회 코스로 이전. 이 대회에서는 크리테리움(단거리의 주회 코스)이 행해졌지만, 제14회 대회로부터는 1주만의 개인 타임 트라이얼이 행해진다. 덧붙여 이 개인 타임 트라이얼에서는 타임 트라이얼용 자전거는 사용할 수 없다.
- 제8회 대회:오사카부사카이시·신일본 제철 사카이 제철소내 특설 코스 96.80km (4.40km×22주)
- 제1-7 / 9-12회 대회:오사카부 사카이시나카구·센호쿠 주회 코스 140.8km (12.8km×11주)
- 제13회 대회:오사카부 사카이시사카이구·오센 공원 주회 코스 (2.7km×비경기 주회 2주=5.4km+) 102.6km (2.7km×38주의 크리테리움)
- 제14회 대회 이후:오센 공원 주회 코스 2.65km(개인 타임 트라이얼)

#### 교토 무대
제19회부터 대회 2일째에 새롭게 설정되었다. 도시샤 대학교다나베 캠퍼스 주위를 일주하는 세레모니 라이드를 거쳐, 육상 자위대축원 분둔지의 외측을 주회하는 코스에서 행해진다. 케이한나 플라자 옆의 파나소닉 첨단기술연구소 앞이 골이 된다.
- 교토부교타나베시·보겐지 교류의 역~교다나베시·정화초주회 코스~파나소닉 앞(비경기 구간 3.4km+) 105.5km (4.2km + 16.8km×6) 주)

#### 미노 스테이지
제10회 대회에서는 이동일이 되고 있던 대회 제3일에, 제11회 대회로부터 새롭게 「미노 스테이지」가 설정되었다. 코스의 1주회는 각 스테이지 중 최장의 21.3km. 레이스는 우다츠가 오르는 거리의 구 이마이가 주택 앞에서 시작하여 4km의 비경기 구간 후, 주회 코스에 코스의 도중에서 돌입해 주회 코스를 7주 반한다. 오야다의 오르막 정상 부근에는 터널이 있고, 또한 이타토리 강 및 나가라가와 옆은 예상외로 기복이 심하고, 어택의 장치가 많이 있다.
현지의 케이블 TV국CCN에서는 생중계가 방송되는 것 외에 코스를 따라 복수의 시설에 생중계 모니터를 설치해 수시로 레이스 상황을 확인할 수 있는 팬 서비스가 행해지고 있다.
- 기후현미노시·구 이마이가 주택~요코에츠~미노 와지의 사토 회관 전주회 코스(비경기 구간 4km+) 160.7km (11.6km + 21.3km×7주 )

#### 이나베 스테이지
제18회부터 대회 4일째로 설정되었다. 미키 철도 호쿠세선아시타키역 앞을 스타트하고, 2개의 골프장을 둘러싸도록 달리는 주회 코스를 간다. 마무리 지점인 이나베시 매림공원에서 약 1.5km 사이에 최대 구배 17%의 격자를 넘는 루트가 설정되어 있다.
- 미에현이나베시·아시타키역~시모노지리 교차로~이나베시 매림공원 주회 코스(비경기 구간 2.8km+) 127.0km (8.6km + 14.8km×8주)

#### 신슈 이이다 스테이지
제9회 대회에서 채용. 이이다시시모쿠견지구의현도 및농도를 사용해, 고도차 약 180m의 주회 코스를 12주하는, 업다운의 격렬한 코스. 코스 후반의 내리막 끝에 있는 헤어핀 커브에서는 낙차의 위험이 있으므로 주의가 필요. 이 무대에서 상위에 들어가지 않으면 종합 우승을 노리는 것은 괴로워진다. 레이스는 현지 CATV국의 ICTV에서 가입자용 생중계가 진행되고 있으며, 나가노현 내의 일부 CATV국에도 당일 사이멀 전달되어 있다. 제16회 대회에서는 넷스트리밍이USTREAM로 변경되어 코스를 따라도 스마트폰이나 태블릿 단말등에서 레이스 상황을 파악할 수 있게 되었지만, 한편 예산의 사정으로 마츠오 종합 운동장에서의 이동식 오로라 비전에서의 영상 제공은 없어졌다. 또, 좋다 FM i 스테이션(76.3MHz)에서의 생방송도 있어, 휴대 라디오에서도 코스를 따라 레이스 상황을 파악할 수 있다.
- 나가노현이이다시·이이다역앞~시모히사 견주회 코스~마츠오 종합 운동장 앞 (비경기 구간 7.3km+) 148km (12.2km×12주 + 1.6km)

#### 후지산 스테이지
제9회 대회에서 채용. 하루의 이동일을 끼고 행해지는 후지아자미 라인에서의힐 클라임. 해발 833m의 스즈리 인터체인지 부근에서 해발 1959m의 스즈구 출구까지의 마츠자카를 오로지 오른다. 코스는 평균 사도 10.5%·최대 사도 22%라는 비탈이며, 이 스테이지에서 종합 우승 싸움의 선수가 크게 좁혀진다. 국내 톱 로드 레이서를 괴롭히는 그 비탈의 가혹함은 그란 도구의 랄프 듀에즈, 몬테 존 코란, 모르티로로 고개 등 그란 도구의 클라이맥스가 되는 비탈을 이기면 못지않다. 덧붙여 제13회 대회까지는 개인 타임 트라이얼 형식이었지만, 사카이 스테이지가 개인 타임 트라이얼이 된 제14회 대회에서는 후지산 스테이지와 같은 코스로 다른 날에 개최된다실업단의 레이스나 시민 레이스와 마찬가지로 일제히 스타트 방식으로 변경되었다.
- 시즈오카현스루토군오야마쵸·후지아자미 라인 입구~후지산 스즈구구 고이메 11.4km 고저차 약 1200m
  - 제17회 대회에서는 이에 스즈키 지구 상가에서 비경기 구간 2.1km가 더해진다.

#### 사가미하라 스테이지
제23회부터 실시.
- 하시모토 공원→구 고쿠라바시→꼬치가와바시→도리하라 교류의 관전주회 코스(비경기 구간 4.6km+) 108.5km (11.9㎞ + 13.8㎞ x 7주)

#### 도쿄 스테이지
제1회부터 최종 스테이지로서 사용되고 있고, 오이 부두 및 그 주변을 주회한다. 코스는 전혀 평탄하고 도망을 결정하는 것은 매우 어렵지만, 마지막 스테이지 우승을 거쳐 공격 전투가 전개되는 경우가 많다. 과거에 한 번만 도쿄 무대에서 개인 종합 우승의 역전극이 있었다. 또, 주회 코스에서는 전좌로서 실업단 레이스(이전은 시민 레이스)가 개최된다.
- 시나가와구오이 부두 주회 코스(비경기 구간 3.8km+) 112.0km (14.0km + 7km×16주)

### 과거에 사용된 스테이지
개시 당초는 회로 주회 코스 등에서 행해지고 있던 스테이지도 존재했다.

#### 스즈카 스테이지
제1회부터 제3회까지 개최. 오사카 스테이지의 다음날, 현재도 시마노 스즈카 로드 레이스에서 자전거 로드 레이스에서도 사용되고 있는 스즈카 서킷에서 개최되고 있었다. 2륜·4륜 코스와 반대 방향으로, 레이아웃도 약간 다른 코스였다. 나라 스테이지의 개시에 따라 종료가 되고 있다.
- 미에현스즈카시·스즈카 서킷 주회 코스 146.60km(5.864km×25주)

#### 후지 스테이지
제1회부터 제3회까지 개최. 현재의 「후지산 스테이지」라는 명칭은 이 「후지 스테이지」와 구별하기 위해 붙여진 것으로 보인다. 덧붙여서 후지 스피드웨이도 후지 아자미 라인과 같은 오야마쵸에 있다.
- 시즈오카현스돗군오야마초·후지 스피드웨이주회 코스 134.10km(4.47km×30주)

#### 모기 스테이지
제4회부터 제8회까지 개최. 트윈 링크 모테기의 특징인 타원형 코스와 로드 코스를 풀로 조합한 코스 레이아웃으로 행해지고 있었다. 현재도 시마노 모테기 로드 레이스가 행해지고 있지만, 로드 코스만, 혹은 타원형 코스만으로 사용되고 있다.
- 도치기현요시군모기마치·트윈링크 모테기 주회 코스 153.36km(12.38km×12주 + 4.8km)

#### 우츠노미야 스테이지
제1회부터 제8회까지 개최. 마지막 날의 도쿄 스테이지의 전날, 1990년의 세계 선수권과 재팬 컵 사이클 로드 레이스의 개최되고 있는 우쓰노미야시 삼림 공원의 주회 코스에서 행해진다 했다.
- 제1회~제3회: 도치기현우쓰노미야시·우츠노미야시 삼림 공원 주회 코스 154.5km(10.3km×15주)
- 제4회: 도치기현 우쓰노미야시·우쓰노미야시 삼림 공원 주회 코스 151.3km(14.1km×10주 + 10.3km)

#### 나라 스테이지
제4회 대회부터 제14회 대회까지 채용. 2008년4월에는 아시아 선수권도 열린 코스. 스타트는 세계유산에 선정되어 있다도다이지대불전 중문 앞. 옷감 댐 주회 코스는 일주 10.1km의 코스로, 골 지점의 앞 1km에서의 등반 구간이 제일의 승부소.
- 제13회 대회:나라현나라시·도다이지 대불전 중문 앞~나라현야마나베군야마소에무라·옷감 댐 주회 코스(25km퍼레이드+) 121.2km (10.1km×12주)
- 제14회 대회:나라현 야마나베군 야마소에무라·천눈댐 주회 코스 111.1km (10.1km×11주)
  - 레이스와는 별도로 도다이지 대불전 중문 앞에서 고엔산 드라이브웨이 입구까지 3.4km만 퍼레이드를 했고, 선수는 버스 등으로 옷감 댐 주회 코스로 향했지만 도착이 늦었기 때문에 주회 코스에서의 레이스가 1주 줄었다(당초는 12주의 예정).

#### 이즈 스테이지
제1회 대회부터 실시. 구슈젠지마치가 합병해이즈시가 되기 전에는 「슈젠지 스테이지」라고 불리고 있었다. 일본 사이클 스포츠 센터의 주회 코스를 중심으로 레이스가 행해진다. 주회 코스의 일부는 평상시는 일본 경륜 선수 양성소의 학생의 훈련 전용 코스이며, 일반적으로는 개방되어 있지 않다. 또한, 제13회 대회까지는 8km의 주회 코스가 사용되고 있었지만, 제14회 대회에서는 8km 주회 코스의 도중부터 사이클 스포츠 센터 정문과 경륜 학교 정문을 경유하는 12.2km의 대회의 코스가 채용 했다. 이 무대에서 종합 우승 싸움에는 거의 결착이 붙어있다.
- 제10회 대회:시즈오카현 이즈시(구슈젠지마치)·일본 사이클 스포츠 센터 8km 주회 코스~이즈 스카이 라인가메이시 고개 IC 110.48km (8km×5주 + 70.48km)
- 제11회~제13회 대회:이즈시슈젠지역전~일본 사이클 스포츠 센터 8km 주회 코스
  - 제11회 대회 128.50km (비경기 구간 8.5km + 8km×15주)
  - 제12회 대회 112.50km (비경기 구간 8.5km + 8km×13주)
  - 제13회 대회 96km (비경기 구간 8.5km+) (8km×12주)
- 제14회 대회 이후：일본 사이클 스포츠 센터 12.2km 주회 코스
  - 제14회 대회 97.6km (12.2km×8주)
  - 제15회 대회 이후 146.4km (12.2km×12주)

## 과거 종합 우승자
| 년             | 개인 종합 우승자                                               | 팀명                                                           | 국적                                                           |
| -------------- | -------------------------------------------------------------- | -------------------------------------------------------------- | -------------------------------------------------------------- |
| 1996년(제1회)  | 장필립 드라카                                                  | 프랑스 내셔널 팀                                               | 프랑스                                                         |
| 1997년(제2회)  | 바트 보웬                                                      | 팀 새턴                                                        | 미국                                                           |
| 1998년(제3회)  | 프랭크 마코맥                                                  | 팀 새턴                                                        | 미국                                                           |
| 1999년(제4회)  | 안드레 시피카우스키                                            | 무로즈                                                         | 폴란드                                                         |
| 2000년(제5회)  | 마우로 자네티                                                  | 비니컬 디로라                                                  | 이탈리아                                                       |
| 2001년(제6회)  | 파벨 니에츠비에츠키                                            | 무로즈                                                         | 폴란드                                                         |
| 2002년(제7회)  | 알렉산더 크리미엔코                                            | 무로즈                                                         | 우크라이나                                                     |
| 2003년         | 신형 폐렴 SARS로 개최되지 않음                                 |                                                                |                                                                |
| 2004년(제8회)  | 후쿠시마 신이치                                                | 팀 브리지 스톤 앵커                                            | 일본                                                           |
| 2005년(제9회)  | 펠릭스 카르데나스                                              | 발로 월드                                                      | 콜롬비아                                                       |
| 2006년(제10회) | 블라디미르 듀마                                                | 유니버설 카페                                                  | 우크라이나                                                     |
| 2007년(제11회) | 프란체스코 마샤렐리                                            | 아쿠아 서포네                                                  | 이탈리아                                                       |
| 2008년(제12회) | 카메론 마이어                                                  | 사우스 오스트레일리아 닷컴                                     | 오스트레일리아                                                 |
| 2009년(제13회) | 세르히오 파르디야 칼미오로 A 스타일                            | 스페인                                                         |                                                                |
| 2010년(제14회) | 크리스티아노 살레르노 딜로저 스택 플라스틱                     | 이탈리아                                                       |                                                                |
| 2011년         | 동일본 대지진으로 미개최                                       |                                                                |                                                                |
| 2012년(제15회) | 포르투나트 바리아니                                            | 팀 NIPPO                                                       | 이탈리아                                                       |
| 2013년(제16회) | 포르투나트 바리아니                                            | 팀 NIPPO                                                       | 이탈리아                                                       |
| 2014년(제17회) | 밀사마 포르세예 디고라콜                                       | 타블리스 페트로 화학 팀                                        | 이란                                                           |
| 2015년(제18회) | 밀사마 포르세예 디고라콜                                       | 타블리스 페트로 화학 팀                                        | 이란                                                           |
| 2016년(제19회) | 오스칼 푸졸                                                    | TeamUKYO                                                       | 스페인                                                         |
| 2017년(제20회) | 오스칼 푸졸                                                    | TeamUKYO                                                       | 스페인                                                         |
| 2018년(제21회) | 마르코스 가르시아                                              | 키난 사이클링 팀                                               | 스페인                                                         |
| 2019년(제22회) | 크리스 하퍼                                                    | 팀 브리지 레인                                                 | 오스트레일리아                                                 |
| 2020년         | 신형 코로나 바이러스 감염의 세계적 유행(2019년-)에 의해 미개최 | 신형 코로나 바이러스 감염의 세계적 유행(2019년-)에 의해 미개최 | 신형 코로나 바이러스 감염의 세계적 유행(2019년-)에 의해 미개최 |
| 2021년(제23회) | 마스다 나리유키                                                | 우츠노미야 브리첸                                              | 일본                                                           |
| 2022년(제24회) | 네이산 아르                                                    | 팀 우쿄                                                        | 오스트레일리아                                                 |